# Daniel Filipe
Daniel Damasio Ascencio Filipe (* 1. Februar 1925 auf der Insel Boa Vista, Kap Verde; † 6. April 1964 in Lissabon, Portugal) war ein kap-verdischer Journalist und Lyriker portugiesischer Abstammung.

## Leben
Geboren auf den Kap Verden, kam er als Kind nach Portugal, wo er die meiste Zeit seines Lebens verbrachte. Filipe war als Autor an diversen Zeitungen und Zeitschriften mit Beiträgen beteiligt, so bei Bandarra, Cabo Verde, O Diabo, Seara Nova, A tavola redonda. Seinen Lebensunterhalt bestritt er als Angestellter der Überseebehörde in Lissabon (Agencia-Geral de Ultramar). 
Als Antifaschist schrieb er in vielen Gedichten gegen die faschistische Salazardiktatur an, die ihn daraufhin von der PIDE festnehmen und foltern ließ. Er verstarb an den Folgen der Folterungen im Alter von 39 Jahren. 
In seinem Werk beschäftigte er sich neben dem Kampf gegen die Diktatur auch mit seiner afrikanischen Heimat, den Kap Verden und der Afrikanischen Frage, mit Einsamkeit, Liebe und Intimität. Sein Werk war vom Neorealismus beeinflusst. Trotz seiner portugiesischen Herkunft begriff sich Filipe immer als Kap Verdianer.

## Auszeichnung
- Premio Camilo Pessanha, 1957.

## Werk
- Missiva, 1946, Lyrik.
- Marinheiro em Terra, 1949, Lyrik.
- O viageiro solitario, 1951, Lyrik.
- Recondo para a amiga distante, 1956, Lyrik.
- A ilha e a solidao, 1957.
- O manuscrito da garaffa, Roman, 1960.
- A invencao do amor, Lyrik, 1961.
- Lugar do Exilio, 1963, Lyrik.